# Tullhusbron
Tullhusbron är en 71,6 meter lång gångbro av stål över Motala ström i Norrköping.  Bron, som går från Saltängsgatan till Strömsholmen, har fått  namn efter det tidigare tullhuset på norra kajen.
Bron är utformat som ett timglas och smalnar av mot mitten. Det 60 meter långa brospannet är inspänt i landfästena och kan värmas upp med varmluft för att minska halkrisken vintertid. Bron är försedd med svängningsdämpare.
Tullhusbron tilldelades Stålbyggnadspriset 2013.